# City Park (film, 1934)
Pour plus de détails, voir Fiche technique et Distribution.
City Park est un film américain réalisé par Richard Thorpe, sorti en 1934.

## Synopsis
Une nuit, alors qu'ils sont assis sur leur banc préféré dans le parc, trois amis, le Colonel Ransome, Andy Cook et Matt O'Donnell, voient une jeune femme, Rose Wentworth, racoler un policier en civil. Le colonel intervient alors et prétend être le grand-père de Rose pour empêcher qu'elle soit arrêtée. Rose lui apprend qu'elle est sans le sou, qu'elle a des parents adoptifs très cruels et qu'elle a été forcée de quitter son petit ami. Les trois amis jurent alors d'aider Rose à rester honnête et à retrouver son amoureux, Charlie Hooper...

## Fiche technique
- Titre original : City Park
- Réalisation : Richard Thorpe
- Scénario : Karl Brown
- Direction artistique : Edward C. Jewell
- Costumes : Vera West
- Photographie : M. A. Anderson
- Son : Pete Clark
- Montage : Fred Parry[1], Richard Thorpe[2]
- Production : George R. Batcheller
- Société de production : Chesterfield Motion Pictures Corporation
- Société de distribution : Chesterfield Motion Pictures Corporation
- Pays de production :  États-Unis
- Langue originale : anglais
- Format : noir et blanc — 35 mm — 1,37:1 — son Mono (RCA High Fidelity Recording)
- Genre : Comédie dramatique
- Durée : 72 minutes
- Date de sortie :
  - États-Unis : 1er mai 1934

## Distribution
- Sally Blane : Rose Wentworth
- Henry B. Walthall : Colonel Henry Randolph Ransome
- Matty Kemp : Raymond Ransome
- Hale Hamilton : Herbert Ransome
- John Harron : Charlie Hooper
- Claude King : Général Horace G. Stevens
- Gwen Lee : Maizie, une prostituée
- Judith Vosselli : Mme Herbert Ransome
- Wilson Benge : Andrew Cook
- Lafe McKee : Matt O'Donnell
- Mary Foy : Mme Guppy, la logeuse